# Неймовірно дивні створіння, які перестали жити та перетворилися на зомбі
«Неймовірно дивні створіння, які перестали жити та перетворилися на зомбі» (англ. «The Incredibly Strange Creatures Who Stopped Living and Became Mixed-Up Zombies») — американський науково-фантастичний фільм про чудовиськ 1964 року, що був знятий і спродюсований Реєм Деннісом Стеклером, який також знявся у стрічці під псевдонімом «Кеш Флеґґ». Після своєї прем'єри фільм отримав негативні відгуки, тим паче деякі критики вважають його одним із найгірших фільмів, коли-небудь створених в історії людства. Він був висміяний в одному з епізодів культового науково-фантастичного телесеріалу 1997 року «Науково-таємничий театр 3000».
За сюжетом фільму троє друзів відвідують карнавал і натрапляють на групу окультистів і потворних монстрів. Дія фільму, бюджет якого склав 38 000 доларів, відбувається в парку розваг «Пайк» у Лонг-Біч, штат Каліфорнія, який нагадує бруклінський Коні-Айленд. Фільм був оголошений першим «мюзиклом про монстрів», випередивши «Жахи пляжної вечірки» лише на місяць за датою виходу в прокат.

## Сюжет
Волелюбний Джеррі, його дівчина Анджела і приятель Гарольд вирушають на один день на приморський карнавал. В одному із закладів для нечисленної публіки танцювальний номер виконують Мардж, забобонна алкоголічка, яка п'є до і між виступами, та її партнер Білл Ворд. За лаштунками Мардж бачить чорного кота і, стурбована його появою, звертається до могутньої карнавальної ворожки Естрелли, щоб дізнатися, що це означає. У своїй кабінці ворожки Естрелла пророкує смерть Мардж, яка в жаху вибігає повз Джеррі, Анджелу і Гарольда. Вони вирішують дізнатися свою долю. Естрелла пророкує «смерть біля води» комусь із близьких Анжели.
Вийшовши з кабінки Естрелли, Джеррі бачить сестру Естрелли Кармеліту, стриптизерку, яка гіпнотизує його своїм крижаним поглядом, і він змушений побачити її виступ. Анжела з огидою залишає карнавал разом з Гарольдом на буксирі. Після шоу Джеррі обманом заманюють за лаштунки в кімнату Естрелли з запискою, і вона перетворює Джеррі на зомбі, загіпнотизувавши його за допомогою колеса, що обертається. Після цього Джеррі впадає в нічне буйство, про яке він нічого не пам'ятатиме, вбиваючи Мардж і смертельно ранячи Білла. Наступного дня Джеррі намагається задушити свою дівчину Анджелу. З'ясовується, що Естрелла разом зі своїм поплічником Ортегою (Джек Брейді) перетворює відвідувачів карнавалу на зомбі, хлюпаючи їм в обличчя кислотою, спотворюючи їх, а потім ув'язнюючи у своїй кабінці для ворожіння.
У фільмі є кілька пісенно-танцювальних номерів у нічному клубі карнавалу, де звучать такі пісні, як «Choo Choo Ch'Boogie» і «Shook Out of Shape».
Джеррі, підозрюючи про свою фрагментарну пам'ять, стикається з Естреллою на карнавалі. Його гіпнотизують вдруге й тієї ж ночі він зарізає карнавальну танцівницю і лайку в будинку танцівниці. Повернувшись до Естрелли, вона хлюпає кислотою в обличчя Джеррі та намагається ув'язнити його, але інші зомбі тікають. Зомбі негайно вбивають Естреллу, Кармеліту, Ортегу та кількох виконавців, після чого їх застрелює поліція. Джеррі, сам частково понівечений, але не повністю зомбі, тікає з карнавалу і переслідується до берегової лінії, де поліція застрелює його на очах в Анджели та Гарольда. Пророцтво Естрелли про «смерть біля води» для когось із близьких Анджели збувається.

## Акторський склад
- Рей Денніс Стеклер (під псевдонімом Кеш Флеґґ) — Джеррі
- Бретт О'Гара — Пані Естрелла
- Атлас Кінґ — Гарольд
- Шерон Велш — Анджела
- Пет Кірквуд (під псевдонімом Медісон Кларк) — Медісон
- Еріна Еніо — Кармеліта
- Тоні Кеймел — Стелла
- Дон Рассел (під псевдонімом Джек Бреді) — Ортеґа
- Вільям Тернер (під псевдонімом Білл Ворд) — Білл Ворд
- Стів Кларк — поліціянт
- Ніл Стіллман — Баркер
- Джоан Говард — мати Анджели
- Тітус Мод — Гобо
- Джин Поллок — менеджер нічного клубу
- Сон Гукер — поліціянт
- Керолін Брандт — Мардж Нельсон

## Виробництво

### Прем'єра
На момент виходу «Неймовірно дивні створіння, які перестали жити та перетворилися на зомбі» був другим за тривалістю прокату фільмом у жанрі жахів (на першому місці — «Сага про жінок-вікінгів та їхню подорож до вод Великого морського змія» Роджера Кормана).

### Фільмування
Значна частина фільму була знята в старому, давно порожньому масонському храмі в Ґлендейлі, штат Каліфорнія, що належить акторові Року Гадсону. Дев'ятиповерхова будівля являла собою серію імпровізованих «звукових сцен», складених поверх за поверхом, деякі з них були достатньо великими, щоб створювати середні сцени в приміщенні. Це була студія, яка використовувалася того року для виробництва «Повзучого терору», ще одного низькоякісного фільму про монстрів. The Film Center Studios була популярна серед продюсерів, які не були членами профспілки, тому що вони могли вимкнути ліфт, щоб заблокувати агентів профспілки IATSE, яким було важко піднятися сходами на головну сцену на сьомому поверсі.

### Назва
Однак, це не була початкова назва фільму. Як розповідає Стеклер, фільм мав називатися «Неймовірно дивні створіння, або Чому я перестав жити й став зомбі», але назва була змінена у відповідь на погрози Columbia Pictures подати позов через схожість назви з фільмом «Доктор Стрейнджлав, або Як я перестав хвилюватись і полюбив бомбу», який також перебував на стадії виробництва. Пізніше Стеклер жартував, що міг би зняти п'ять фільмів за ті гроші, які вони витратили на адвокатів.
Спочатку фільм випустила Fairway-International Pictures, студія Арча Голла-старшого, який поставив його на нижню половину подвійного білета з однією зі своїх власних картин. Незадоволений, Стеклер викупив права на прокат у Голла, а також придбав права на картину Колмана Френсіса «Звір з Юкка Флетс» і показували на всій території США. Щоб отримати постійних клієнтів, Стеклер неодноразово перейменовував фільм, даючи йому такі назви, як «Неймовірні зомбі», «Диявольський доктор Вуду» та «Підліток-психопат знайомиться з Кривавою Мері».

### Бюджет
Під час фільмування стрічки Штеклер страшенно потребував коштів, як на фільм, так і на оренду житла, їжу, елементарні потреби. Атлас Кінґ, який зблизився зі Стеклером, дав йому триста доларів з власної кишені. Універсал, на якому їздить Джеррі у цьому фільмі, був сімейним автомобілем Стеклерів.

## Огляди
З моменту виходу фільму на екрани багато критиків називають його найгіршим фільмом, коли-небудь створеним.
На DVD «50 найгірших фільмів, коли-небудь знятих» 2004 року цей фільм був названий найгіршим фільмом усіх часів і народів.
Однак відтоді фільм став культовою класикою і був відзначений шанувальниками фільмів категорії B, табірних або кітчевих фільмів. Леонард Малтін присудив стрічці дві з половиною з можливих чотирьох зірок (його найпоширеніший рейтинг), доповнюючи використання у фільмі кольорів та атмосферу привидів, критикуючи при цьому акторську гру, діалоги та простий сюжет. Критик Річард Гарланд Сміт, який писав для Turner Classic Movies, висловив думку, що «саме ця застаріла естетика, розроблена у ванній кімнаті-раковині, пояснює заплутану чарівність фільму» і що фільм «значно кращий, ніж його репутація».
Рок-критик Лестер Бенґс написав вдячне есе 1973 року, в якому він намагається пояснити та виправдати цінність фільму:

| ...цей фільм не просто бунтує проти стандартів смаку та мистецтва, або навіть ігнорує їх. У всесвіті, населеному «Неймовірно дивними створіннями, які перестали жити та перетворилися на зомбі», ніколи не чули про такі речі, як стандарти й відповідальність. Саме ця місячна чистота багато в чому надає фільму його класичного статусу. Як і «По той бік долини ляльок» та деякі інші, він залишиться артефактом на довгі роки, до якого вчені та шукачі істини зможуть повернутися і сказати: «Це було сміття!»[14]. |

У цей час він має 20% «гнилий» рейтинг на Rotten Tomatoes.
DVD-реліз містить доріжку з коментарями «кінокритика автокінотеатрів» Джо Боба Бріґса.